# 内田慈
内田 慈（うちだ ちか、1983年3月12日 - ）は、日本の女優。神奈川県横浜市出身。ABP inc.所属。

## 来歴
日本大学芸術学部文芸学科中退。
松尾スズキの舞台に感銘を受けて役者を志す。
特定の劇団に所属せず、ポツドール、イキウメ、五反田団などの公演に参加。
デビューから2010年までは舞台中心の活動だったが、以降はテレビドラマや映画へ進出。

## 出演

### 舞台
- ラフカット2002「13000/2」（2002年）
- 毛皮族
  - 毛皮族のオールナイトレビュー「アンマ・エイガ・ミンナ!!」（2003年）
  - 「毛皮族のロックンロールミュージカル・キル!キル!お化けが出るぞ!!」（2004年）
- 冨士山アネット「A/F」（2004年）
- 大人計画ウーマンリブvol.8「轟天VS港カヲル〜ドラゴンロック!女たちよ、俺を愛してキレイになあれ〜」（2004年）
- ペンギンプルペイルパイルズ
  - 「246番地の雰囲気」（2004年）
  - 「道子の調査」（2006年）
  - 「ワンマン・ショー」（2007年）
  - 「ゆらめき」（2007年）
- 五反田団
  - 「S高原から」（2005年）
  - 「偉大なる生活の冒険」（2008年、2019年）
  - 「クリィミー☆チカ」（2014年）
- シベリア少女鉄道
  - 「スラムダンク」（2005年）
  - 「ここでキスして。」（2006年）
- グリング「海賊」（2005年）
- ポツドール
  - 「女のみち」（2006年）
  - 「恋の渦」（2006年）
  - 「顔よ」（2008年）
  - 「愛の渦」（2009年）
- ハイバイ
  - 「兄弟船」（2007年）
  - 「おねがい放課後」（2007年）
  - 「投げられやすい石」（2011年）
- イキウメ
  - 「散歩する侵略者」（2007年、2017年）
  - 「表と裏と、その向こう」（2008年）
- 「死ぬまでの短い時間」（2007年）
- ジェットラグ・プロデュース「投げられやす〜い石」（2008年）
- 劇団、江本純子「常に最高の状態」（2009年）
- G2プロデュース「静かじゃない大地」（2009年）
- 岡崎藝術座
  - 「リズム三兄妹」/「はやねはやおき朝御飯」（2008年）
  - 「ヘアカットさん」/「朝焼けサンセット」（2009年）
  - 「レッドと黒の膨張する半球体」（2011年）
- 庭劇団ペニノ「太陽と下着の見える町」（2009年）
- 二兎社「かたりの椅子」（2010年）
- こまつ座+ホリプロ「黙阿彌オペラ」（2010年）
- 雪之丞一座〜参上公演 ロック☆オペラ「サイケデリック・ペイン」（2012年サンシャイン劇場 / 森ノ宮ピロティホール）
- ブス会＊
  - 「女のみち2012」（2012年）
  - 「男たらし」（2014年）
  - 「お母さんが一緒」（2015年）
  - 「女のみち2012 再演」（2015年）
  - 「女のみち2020〜アンダーコロナの女たち〜」（2020年10月1日・2日、下北沢 本多劇場）[3]
- 「八犬伝」（2013年3月 - 4月、シアターコクーンほか）
- TRASHMASTERS「儚みのしつらえ」（2014年）
- 「ガラスの仮面」（2014年）
- FUKAIPRODUCE羽衣「耳のトンネル」（2014年）
- NODA・MAP「エッグ」（2015年）
- 月影番外地その5「どどめ雪」（2016年）
- 「宮本武蔵（完全版）」（2016年8月、東京芸術劇場　シアターイースト）
- こまつ座「紙屋町さくらホテル」（2017年）
- てがみ座「海越えの花たち」（2018年）
- 木ノ下歌舞伎「糸井版 摂州合邦辻」（2019年）
- 財団、江本純子「ドレス」（2019年）
- 「音楽劇 海王星」（2021年）
- serial number「Yes Means Yes」（2024年）[4]
- ビームスねもしゅー劇場（2024年、ビームス ウィメン 原宿）[注 1][5][6][7]
- おどる夫婦（2025年）[8]

### 映画
- 1980（2003年12月6日、東京テアトル）
- なま夏（2005年1月28日、日本出版販売）
- 少林少女（2008年4月26日、東宝）
- ぐるりのこと。（2008年6月7日、ビターズ・エンド）
- 童貞放浪記（2009年8月8日、アルゴ・ピクチャーズ） - 朝原 役
- 南極料理人（2009年8月8日、東京テアトル）
- クヒオ大佐（2009年10月10日、ショウゲート）
- ロストパラダイス・イン・トーキョー（2010年9月18日、SPOTTED PRODUCTIONS） - 主演・西村聡子 役
- おとこのこ（2011年、若手映画作家育成プロジェクト） - 家庭教師 役
- PANORAMA（2011年、東京芸術大学）
- 劇場版 神聖かまってちゃん ロックンロールは鳴り止まないっ（2011年4月2日、SPOTTED PRODUCTIONS）
- 極道めし（2011年9月23日、ショウゲート） - 真里 役
- モテキ（2011年9月23日、東宝） - 千葉 役
- 恋の罪（2011年11月12日、日活） - 土居エリ 役
- ヒミズ（2012年1月14日、ギャガ）
- センチメンタルヤスコ（2012年4月21日、る・ひまわり）
- ヴァージン「ふかくこの性を愛すべし」（2012年5月12日、渋谷プロダクション）
- 鍵泥棒のメソッド（2012年9月15日、クロックワークス） - 理香 役
- 紫陽花とバタークリーム（2012年、マメヒコピクチャーズ）
- 四十九日のレシピ（2013年11月9日、ギャガ） - 笹原亜由美 役
- ジ、エクストリーム、スキヤキ（2013年11月23日、スールキートス） - 仏具屋の店員 役
- オー!ファーザー（2014年5月24日、ワーナー・ブラザース映画）
- サッドティー（2014年5月31日、SPOTTED PRODUCTIONS）
- 捨てがたき人々（2014年6月7日、アークエンタテインメント） - 吉田和江 役
- ホットロード（2014年8月16日、松竹）
- 最後の命（2014年11月8日、ティ・ジョイ） - やっちり 役
- 極道大戦争（2015年6月20日、日活）
- きみはいい子（2015年6月27日、アークエンタテインメント） - 岡野薫 役
- 恋人たち（2015年11月14日、松竹ブロードキャスティング、アーク・フィルムズ） - 女子アナ 役 [9]
- ライチ⭐︎光クラブ（2016年2月13日、日活）
- つむぐもの（2016年3月19日、マジックアワー） - 蓉子 役
- 下衆の愛（2016年4月2日、サードウィンドウフィルムズ）
- 葛城事件（2016年6月18日、ファントム・フィルム）
- 14の夜（2016年12月24日、SPOTTED PRODUCTIONS）- ビデオ屋の女店員 役
- 恋愛奇譚集（2017年2月4日、プロジェクトドーン）- 彩子 役
- 3月のライオン 前編（2017年3月18日、東宝 / アスミック・エース） - 王将のホステス 役
- 身体を売ったらサヨウナラ（2017年7月1日、エクセレントフィルムス） - ケイコ 役
- ピンカートンに会いにいく（2018年1月20日、松竹ブロードキャスティング、アーク・フィルムズ） - 主演・神埼優子 役
- 神と人との間（2018年1月27日、TBSサービス） - 朝子 役
- 響-HIBIKI-（2018年9月14日、東宝） - 西ヶ谷コウ 役
- LAPSE ラプス 「SIN」（2019年2月16日、アークエンタテインメント） - サリィ 役
- 逆位置のバラッド（2020年3月6日、源田企画） - 相楽千尋 役
- GEEK BEEF BEAT（2020年3月21日、SPOTTED PRODUCTIONS） - 雪子 役
- テイクオーバーゾーン（2020年6月12日、キャンター） - 庄司芙美 役
- 銃 2020（2020年7月10日、KATSU-do） - 稲美 役[10]
- ホテルローヤル（2020年11月13日、ファントム・フィルム） - 本間恵 役[11]
- レディ・トゥ・レディ（2020年12月11日、トラヴィス） - 主演・城島一華 役（大塚千弘とダブル主演）[12]
- SEASONS OF WOMAN「雪の女」（2020年12月19日、「SEASONS OF WOMAN」製作委員会）
- さんかく窓の外側は夜（2021年1月22日、松竹）- 冷川理人の母親 役
- 護られなかった者たちへ（2021年10月1日、松竹）- 渡嘉敷秀子 役
- 決戦は日曜日（2022年1月7日、クロックワークス）- 田中菜々 役
- 静かなるドン（2023年5月12日、ティ・ジョイ） - 坂本龍子 役[13]
- 夜明けのすべて（2024年2月9日、バンダイナムコフィルムワークス / アスミック・エース）[14]
- 水平線（2024年3月1日、マジックアワー）[15]
- 毒娘（2024年4月5日、クロックワークス）- 磯部薫 役[16][17]
- お母さんが一緒（2024年7月12日、クロックワークス） - 愛美 役[18]
- 逃走中 THE MOVIE:TOKYO MISSION（2024年7月19日、東映） - カメーリア 役[19]
- ありきたりな言葉じゃなくて（2024年12月20日、ラビットハウス） - 伊東京子 役[20]
- 劇場版 それでも俺は、妻としたい（2025年5月30日、東映ビデオ） - 公子 役[21]
- 金髪（2025年11月21日公開予定、クロックワークス） - 西原 役[22]
- 災 劇場版（2026年公開予定、ビターズ・エンド） - 崎山伊織 役[23]

### 配信映画
- 緊急事態宣言「MAYDAY」（2020年8月28日配信、Amazonプライム・ビデオ）[24]

### 劇場アニメ
- めくらやなぎと眠る女（2024年7月26日公開、ユーロスペース / インターフィルム / ニューディアー / レプロエンタテイメント） - ケイコ 役[25]

### テレビドラマ
- ザ・クイズショウ 第1話（2008年7月6日、日本テレビ） - 葛城麗子 役
- 世にも奇妙な物語（フジテレビ）
  - 世にも奇妙な物語 〜2008秋の特別編〜「行列のできる刑事」（2008年9月23日） - 瀬野千夏 役
  - 世にも奇妙な物語'14秋の特別編「冷える」（2014年10月18日） - 里内さおり 役
- 贖罪 第3話「くまの兄妹」（2012年1月22日、WOWOW） - 高野春花 役
- たぶらかし-代行女優業・マキ- 第1話（2012年4月5日、読売テレビ） - 白鳥ゆりえ 役
- エアーズロック 第4話（2012年、東名阪ネット6） - 緑川夏子 役
- 恋愛検定 第2話（2012年6月10日、NHK BSプレミアム） - 千石都 役
- ヒトリシズカ 第3話・4話（2012年11月4日・11日、WOWOW） - 南原悦子 役
- あぽやん〜走る国際空港 第3話（2013年1月31日、TBS） - 木村夢幻の母 役
- みんな!エスパーだよ! 第11話（2013年6月28日、テレビ東京）
- ABUアジア子どもドラマシリーズ2013「折鶴」（2013年7月31日、NHK Eテレ）
- めんたいぴりり 第3 - 4話（2013年8月7日 - 8日、テレビ西日本） - 矢部江里子 役
- パンとスープとネコ日和 最終話（2013年8月11日、WOWOW）
- 実験刑事トトリ2 第1話（2013年10月12日、NHK総合） - 池澤千尋 役
- 明日、ママがいない 第6話（2014年2月19日、日本テレビ） - 美幸 役
- 福家警部補の挨拶 第7話・第8話（2014年2月25日・3月4日、フジテレビ） - 川本洋子 役
- オトナグリム「インターフォン〜騙しについての一篇〜」（2014年3月14日、フジテレビ）
- リバースエッジ 大川端探偵社 第3話（2014年5月2日、テレビ東京） - 美樹 役
- 強靭ボディSEXYボディ（2014年11月5日 - 2015年1月14日、BSジャパン） - 凜 役
- 連続テレビ小説「まれ」 第19話 - 第24話（2015年4月20日 - 25日、NHK） - 京極ミズハ（山田典子） 役
- スペシャルドラマ「永遠のぼくら sea side blue」（2015年6月24日、日本テレビ） - 一之瀬美恵子 役
- 最強のふたり〜京都府警 特別捜査班〜 第4話（2015年8月6日、テレビ朝日） - 菅野翠 役
- 刑事7人 第8話（2015年9月2日、テレビ朝日） - 野口あゆみ 役
- 5人のジュンコ 第1話・第2話（2015年11月21日・28日、WOWOW） - ミツエ 役
- 水曜ミステリー9「ドクターハート 薮田公介の事件カルテ2」（2016年1月13日、テレビ東京） - 服部みゆき 役
- まかない荘（2016年4月19日 - 6月21日、メ〜テレ） - 沖田梨枝 役
- 重版出来! 第4話・第6話（2016年5月3日・17日、TBS） - 安井まさみ 役
- トットちゃん! 第2話・第4話（2016年5月7日・21日、NHK総合） - キレイな女優さん 役
- 死幣-DEATH CASH- 最終話（2016年9月15日、TBS） - 母親 役
- ママゴト 第5話（2016年9月27日、NHK BSプレミアム）
- スペシャルドラマ 「刑事 犬養隼人」（2016年9月24日、ABCテレビ・テレビ朝日） - 桜庭香澄 役
- 相棒 season15 第4話「出来心」（2016年11月2日、テレビ朝日） - 尾形留美子 役
- ABC創立65周年記念スペシャルドラマ 氷の轍（2016年11月5日、ABCテレビ・テレビ朝日） - キャサリン 役
- 科捜研の女 第15話（2017年2月23日、テレビ朝日） - 山崎紗代子 役
- バウンサー 第4話、第7話・第8話（2017年5月5日、6月2日・9日、BSスカパー!）
- 遺留捜査 第3話（2017年7月27日、テレビ朝日） - 岡島由美 役
- ハロー張りネズミ 第4話・第5話（2017年8月4日・11日、TBS） - 北村アキコ 役
- 昔話法廷 第8話「さるかに合戦」裁判（2017年8月15日、NHK Eテレ） - 猿の妻（声） 役
- 海月姫 第9話（2018年3月12日、フジテレビ）
- 平成物語 SEASON 1（2018年3月24日・31日、フジテレビ） - 平成の母 役
- 日曜ワイド 明日への誓い（2018年3月25日、テレビ朝日） - 中尾美里 役
- 闇の伴走者〜編集長の条件 第2話（2018年4月7日、WOWOW） - 倉田アキナ 役[26]
- 警視庁・捜査一課長（テレビ朝日）
  - season3 第4話（2018年5月3日） - 藤代優菜 役
  - 警視庁・捜査一課長2020 第5話（2020年5月7日） - 青崎美枝 役
- 60 誤判対策室 第2話・第4話（2018年5月13日・27日、WOWOW） - 北島靖子 役
- ミステリースペシャル 満願 第2夜「夜警」（2018年8月15日、NHK総合） - 田原美代子 役
- 江戸前の旬（2018年10月14日 - 12月30日、BSテレ東） - 山本鈴音 役
  - 江戸前の旬 season2（2019年10月20日 - 2020年1月5日）
- スキャンダル専門弁護士 QUEEN 第1話（2019年1月10日、フジテレビ） - 宇野美穂子 役
- フルーツ宅配便 第5話（2019年2月9日、テレビ東京） - スダチ 役
- 月曜名作劇場 ドラマ特別企画 西村京太郎サスペンス「十津川警部8」外房線に消えた女〜十津川の初恋〜（2019年3月25日、TBS） - 松田陽子 役
- 名探偵・明智小五郎 第2夜（2019年3月31日、テレビ朝日） - 畑柳倭文子 役
- 腐女子、うっかりゲイに告る。 最終話（2019年6月8日、NHK総合） - ファーレンハイトの母 役
- Heaven? 〜ご苦楽レストラン〜（2019年7月9日 - 9月10日、TBS） - 和田英代 役
- 連続ドラマW そして、生きる 第5話（2019年9月1日、WOWOW）
- 最上の命医2019（2019年10月2日、テレビ東京） - 中園柚の母 役
- 新・ミナミの帝王 第18作 バイトテロの誘惑（2020年1月13日、カンテレ） - 森吉ツバキ 役
- トップナイフ-天才脳外科医の条件- 第2話・第9話（2020年1月18日・3月7日、日本テレビ） - 田辺美由紀 役
- 美食探偵 明智五郎 特別編 第一夜（2020年5月24日、日本テレビ） - 古川茜の母 役
- 半沢直樹 第6話（2020年8月23日、TBS） - 仁藤圭子 役
- ドラマスペシャル 検事・佐方 〜恨みを刻む〜（2020年9月6日、テレビ朝日） - 武宮美貴 役
- 警視庁強行犯係・樋口顕 第4話（2021年2月5日、テレビ東京） - 長嶋杏子 役
- ハルカの光 第3話（2021年2月22日、NHK Eテレ） - 横井愛子 役
- FM999 999WOMEN'S SONGS（2021年5月、WOWOWオンデマンド・WOWOWプライム） - タコを食べる女 役
- 生きるとか死ぬとか父親とか 第10話（2021年6月12日、テレビ東京） - あの人（小滝さち子） 役
- ドラマスペシャル 鉄道捜査官19（2021年8月2日、テレビ朝日） - 楠木昭子 役
- IP〜サイバー捜査班 第5話（2021年8月12日、テレビ朝日） - 川合真子 役
- お耳に合いましたら。 第11話（2021年9月24日、テレビ東京） - 東堂アンナ 役
- それでも愛を誓いますか?（2021年10月3日 - 12月12日、ABCテレビ・テレビ朝日）- 滝中河栞 役
- アバランチ 第3話（2021年11月1日、関西テレビ・フジテレビ）- 安住美沙 役
- 妖怪シェアハウス-帰ってきたん怪- 第2話・第3話（2022年4月16日・23日、テレビ朝日） - 赤坂紅 / お歯黒べったり 役
- silent（2022年10月6日 - 12月22日、フジテレビ） - 穂田ゆかこ 役
- 一橋桐子の犯罪日記 第2話 - 第4話（2022年10月15日 - 29日、NHK総合） - 木嶋浩子 役
- しょうもない僕らの恋愛論（2023年1月19日 - 3月23日、読売テレビ・日本テレビ） - 河島 役[27]
- リバーサルオーケストラ 第8話（2023年3月1日、日本テレビ） - 香取喜美子 役
- 夫婦が壊れるとき（2023年4月8日 - 7月1日、日本テレビ） - 相沢佳奈子 役[28]
- ブラックポストマン 第3話（2023年9月1日、テレビ東京） - 並木留美 役[29]
- 晩酌の流儀2 第10話・第12話（2023年9月9日・23日、テレビ東京） - 島村遥 役[30]
- ミステリと言う勿れ 特別編（2023年9月9日、フジテレビ） - 尾形芽衣 役[31]
- たそがれ優作 第4話（2023年10月28日、BSテレビ東京・BSテレビ東京4K） - アケミ 役[32]
- お別れホスピタル（2024年2月3日 - 2月24日、NHK総合） - 赤根涼子 役[33]
- お母さんが一緒（2024年2月18日、ホームドラマチャンネル） - 愛美 役[34]
- 9ボーダー（2024年4月19日 - 6月21日、TBS） - 盛岡久美子 役[35]
- Re:リベンジ-欲望の果てに- 第6話 - 最終話（2024年5月16日 - 6月20日、フジテレビ） - 岡田千尋 役
- 風のふく島 第5話（2025年2月8日、テレビ東京） - 東雲紗綾 役[36]
- それでも俺は、妻としたい 第8話（2025年3月2日、テレビ大阪・BSテレビ東京） - 公子 役[37]
- 災 第2話・第3話・最終話（2025年4月13日・20日・5月11日、WOWOW） - 崎山伊織 役[38]

### 配信ドラマ
- 警部補 矢部謙三〜人工頭脳VS人工頭毛（ずもう）〜（2017年3月7日 - 4月4日、ビデオパス・テレ朝動画） - 山川玉緒 役
- 全裸監督 第3話（2019年8月8日、Netflix）
- Huluオリジナルストーリー 美食探偵 明智五郎㊙︎裏メニュー 第2話（2020年4月19日、Hulu） - 茜の母 役
- テレ東無観客フェス2020「女のみち特別編～アンダーコロナの女たち～」（2020年7月4日、Streaming+） - 小森カスミ 役[39]
- 箱庭のレミング（2021年6月24日、ABEMA） - 倉山 役
- 金魚妻 第5話（2022年2月14日、Netflix）
- すべて忘れてしまうから 第3話（2022年9月28日、Disney+） - 阿笠美紗 役
- 仮面ライダーBLACK SUN（2022年10月28日、Amazon Prime Video） - 川本莉乃 役
- 社畜OLちえ丸（2023年2月10日 - 、Hulu） - 謎の女性 役[40]

### テレビ番組
- みいつけた!（2010年 - 、NHK Eテレ） - ノビー、デテコ、フーフー、キネさん、ベンばあさん〈幼年期〉※声の出演
- こころ・カレシ〜心理テストで女を磨く 恋愛編〜（2013年1月30日、NHK BSプレミアム）

### CM
- パルコ「PSWEET XMAS SALE」（2010年）
- SATORI「ネットなニュース篇」（2021年4月）
- 婦人画報のお取り寄せ「幸せの三人・私たちに1篇」「幸せの三人・私たちに2篇」（2022年4月）
- パチンココンコルド「コンコル土鍋4 私と彼女とコンコル土鍋」「コンコル土鍋5 私とみんなとコンコル土鍋」「人はそれをPAYAと呼ぶんだぜ。 EP3」（2022年5月・8月・2023年3月、静岡ローカル）
- NTTドコモ「クリニクス」（2023年3月 - ）[41]

### ラジオ
- J-WAVE 25 THEATER MATSUMOTO(2008年、J-WAVE)

### PV
- 東京ムードパンクス「ジェイミー」
- ONE☆DRAFT「青春の雨（なみだ）」
- 前野健太「夢なんて」
- T字路s「はきだめの愛」

### その他
- □□□「CD」（2011年、「1234 feat. 内田慈」にボーカルで参加）